# 谢力同
谢力同（1919年—2007年），原名谢联芬，男，四川富顺人，中国数学家、数学教育家，山东大学教授，中国系统工程学会名誉会员。